# Tus
Tus (per. طوس, st.gr. Σούσια, Sousia) – starożytne miasto w północno-wschodnim Iranie w ostanie Chorasan-e Razawi, znajduje się w pobliżu Meszhedu. 

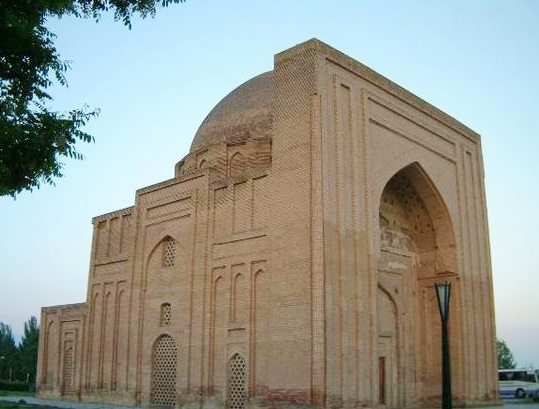
Prawdopodobne miejsce pochówku Al-Ghazaliego. Tus, Iran.

W 330 roku p.n.e. zostało zdobyte przez Aleksandra Macedońskiego. Od czasu podboju islamskiego, miasto stanowiło ważny ośrodek administracyjny i kulturalny. W późniejszych latach, jego znaczenie zmalało. Po zdobyciu przez umajjadzkiego kalifa Abd al-Malik ibn Marwana, pozostało częścią kalifatu do 747 roku, aby następnie przejść pod władanie Abu Muslim al-Churasaniego. W 809 roku, podczas wyprawy mającej zdławić rebelię w rejonie Chorasan, abbasydzki kalif Harun ar-Raszid zachorował i umarł w mieście. W okresie podbojów mongolskich, doszczętnie zniszczone. Z miasta pochodziło wielu uczonych m.in.: Al-Ghazali, Ferdousi, Dżabir Ibn Hajjan, Nizam al-Mulk, Nasir ad-Din Tusi i Szejk Tusi.